# Rosalejo
Rosalejo este un oraș din Spania, situat în provincia Cáceres din comunitatea autonomă Extremadura. Are o populație de 1.454 de locuitori.
1. ↑  Imagen y memoria. Fondos del archivo fotográfico del Instituto Nacional de Colonización 1939-1973[*] Verificați valoarea |titlelink= (ajutor)